# Аустралијска препелица
Coturnix pectoralis је врста препелице која живи у Аустралији.
Ова препелица становник је већег дела источне, јужне, југоисточне и југозападне Аустралије и Тасманије. Ту насељава пољопривредне површине, влажне травњаке и занемарене пашњаке. Према IUCN-у статус заштите јој је смањен ризик (LC).

## Изглед
Дуга је око 18-18.5 центиметара. Оба пола су тамносмеђе боје са бледим смеђкастожутим пругама. Код мужјака стране лица и врат су кестењасти, док је код женке врат бео, а стране лица бледо тамножуте са тамним местима. Перје потиљка и главе је црно код оба пола. Тело ове препелице је црвенкасто-смеђе, кљун је црн, а ноге и стопала су боје меса.

## Размножавање
Сезона гнездења почиње најчешће у септембру и траје све до марта. Гнездо се налази у удубљењима у тлу и оивичено је травом. У гнезду се налази 6-11 јаја, а у неким случајевима пронађено је и 14. Јаја су светлосмеђе или бледожуте боје, с тамносмеђим пегицама. Инкубација траје 18-21 дана, а јаја излеже искључиво женка. Пилићи су жућкасто-смеђе боје, с тамним пругама које се протежу све до бокова и доњег дела леђа.

## Таксономија
Некад је сматрана конспецифичном с изумрлом Coturnix novaezelandiae, па би јој у том случају име било лат. Coturnix novaezelandiae pectoralis. Међутим, филогенетске анализе из 2009. године показале су близак филогенетски однос између ове две препелице, и доказано је да су две посебне врсте